# Rater de les cavernes
El rater de les cavernes (Myotis velifer) és una espècie de ratpenat de la família dels vespertiliònids. Viu a Belize, El Salvador, Guatemala, Hondures, Mèxic i els Estats Units. Els seus hàbitats naturals són els boscos perennes o boscos de pins i roures, a altituds mitjanes i altes, així com zones riberenques a prop de matollars desèrtics, a altituds baixes. Està amenaçat per la mineria i l'entrada de turistes a les coves on nia.